# Municipio de Porter (condado de Clinton)
El municipio de Porter (en inglés: Porter Township) es un municipio ubicado en el condado de Clinton en el estado estadounidense de Pensilvania. En el año 2000 tenía una población de 1.419 habitantes y una densidad poblacional de 21.3 personas por km².

## Geografía
El municipio de Porter se encuentra ubicado en las coordenadas 41°02′30″N 77°31′29″O / 41.04167, -77.52472.

## Demografía
Según la Oficina del Censo en 2000 los ingresos medios por hogar en la localidad eran de $35,833 y los ingresos medios por familia eran de $41,125. Los hombres tenían unos ingresos medios de $29,866 frente a los $20,720 para las mujeres. La renta per cápita de la localidad era de $16,161. Alrededor del 11,5% de la población estaba por debajo del umbral de pobreza.